# リタ・ウィルデン
リタ・ウィルデン (Rita Wilden-Jahn、1947年10月9日 - )は、旧西ドイツの陸上競技選手。1972年ミュンヘンオリンピックの銀メダリストである。ザクセン州ライプツィヒ出身。

## 経歴
ウィルデンは、1968年メキシコシティーオリンピックでは女子200mと4×100mリレーに出場。200mは予選敗退。4×100mは西ドイツの第3走を務め、6位という結果を残す。
ウィルデンは、4年後の1972年ミュンヘンオリンピックに連続出場を果たす。400mでは東ドイツのモニカ・ツェールトについで銀メダルを獲得。さらに、この大会から実施された新競技の4×400mリレーにも出場。アネッテ・リュッケス、インゲ・ベディング、ヒルデガルト・ファルクとともに西ドイツ代表として出場し、3分26秒5で東ドイツ、アメリカに続き銅メダルを獲得した。
さらに、1976年モントリオールオリンピックに3大会連続出場を果たすが、200mは準決勝で敗退。4×400mリレーで5位という結果に終わっている。
ウィルデンは、ヨーロッパ選手権でも1969年の4×100mリレーで銀メダル。1974年には400mで銅メダルを獲得している。

## 主な実績
| 年   | 大会                     | 場所                     | 種目         | 結果 | 記録      |
| ---- | ------------------------ | ------------------------ | ------------ | ---- | --------- |
| 1968 | オリンピック             | メキシコシティ(メキシコ) | 4×100mリレー | 6位  | 43秒7     |
| 1969 | ヨーロッパ陸上選手権     | アテネ(ギリシャ)         | 4×100mリレー | 2位  | 44秒0     |
| 1972 | オリンピック             | ミュンヘン(西ドイツ)     | 400m         | 2位  | 51秒21    |
| 1974 | ヨーロッパ陸上選手権     | ローマ(イタリア)         | 400m         | 3位  | 50秒88    |
| 1976 | ヨーロッパ室内陸上選手権 | ミュンヘン(西ドイツ)     | 400m         | 1位  | 52秒26    |
| 1976 | オリンピック             | モントリオール(カナダ)   | 4×400m       | 5位  | 3分25秒71 |